# Jac Ahrenberg

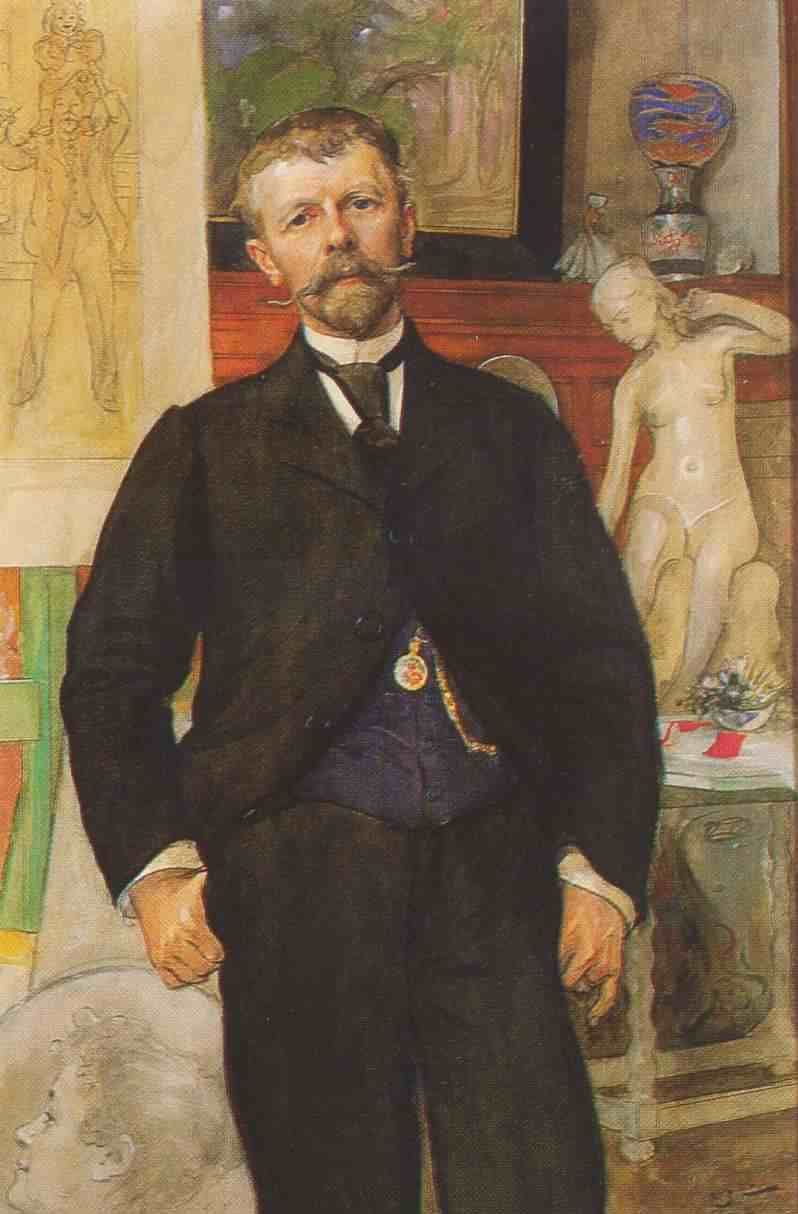
Jac. Ahrenberg.
Målning av Carl Larsson 1898.

Johan Jacob (Jac) Ahrenberg, född 30 april 1847 i Viborg, död 10 oktober 1914 i Helsingfors, var en finländsk arkitekt, konstnär och författare. Han var i sitt äktenskap med Widolfa von Engeström far till Signe Tandefelt och René Ahrenberg.

## Biografi
Ahrenberg kom från en svensktalande finsk familj från Viborg. Hans far, Carl Wilhelm Ahrenberg, var rektor och hans mor, Mathilda Maria Bäck, engagerade sig i en kristen väckelserörelse. Jac Ahrenberg studerade arkitektur, inspirerad av vännen Theodor Höijer, för Fredrik Wilhelm Scholander vid Kungliga Konsthögskolan i Stockholm. Efter avslutade studier fortsatte han med studieresor som skulle ta honom till Europa, genom Balkan och till Nordafrika.
Ahrenberg blev extraordinarie arkitekt och år 1877 började han arbeta vid Överstyrelsen för allmänna byggnader. Åren 1884–1885 var Ahrenberg länsarkitekt i Uleåborgs län och 1885 länsarkitekt i Viborgs län. Åren 1886-1910 arbetade Ahrenberg som förste arkitekt vid Överstyrelsen för allmänna byggnaderna och 1910 blev han överarkitekt. Han ritade många offentliga byggnader, framför allt skolhus. Åren 1884–1885 var Ahrenberg länsarkitekt i Uleåborgs län och åren 1885–1886 länsarkitekt i Viborgs län. 1910 fick han anställning som överarkitekt. Tidigt i sin karriär engagerade han sig i förberedelserna av Finlands bidrag till Världsutställningen i Paris 1878 och ytterligare en utställning i Köpenhamn 1888, tillsammans med Robert Runeberg och Julius af Lindfors. Han fick därmed en möjlighet att utveckla sin talang, inte bara som arkitekt utan även som konstnär och designer. Han var nära vän med konstnären Fanny Churberg och hade anknytning till gruppen Finska handarbetets vänner (som ägnade sig åt att designa och tillverka textilier) även om han senare till stor del skiljde sig från denna grupp. År 1885 var han ansvarig för planeringen av kejsare Alexander III:s besök i Villmanstrand för en militärövning och levererade även designen för inredningen av Langinkoski kejserliga fiskestuga i Langinkoski i Kotka, som gavs som gåva till kejsaren. Ahrenbergs bakgrund i det mångkulturella Viborg och språkkunskaper kan ha fått honom att framstå som lämplig för jobb relaterade till de ryska myndigheterna (Finland var vid den tiden en autonom del av det ryska imperiet).

## Arkitektur
I sin officiella egenskap som arkitekt var Jac Ahrenberg ansvarig för att tillhandahålla design för offentliga byggnader, särskilt skolor och kyrkor. Hangö kyrka (1892), Kajana kyrka (1896) och reservofficersskolan i Fredrikshamn (1898) har nämnts som några av hans bästa verk. Som arkitekt var Ahrenberg en eklektiker på klassisk grund. Han var en av de första arkitekterna i Finland som insåg behovet av ett systematiskt förhållningssätt till byggnadsvård, även om han senare fick kritik för sitt något schematiska förhållningssätt till ämnet. Inom arkitekturen hade han en kosmopolitisk syn och beundrade svensk kultur, i motsats till sin tids nationalromantiska idéer.

## Design och konst
För utställningarna 1878 och 1888 designade Ahrenberg möbler och textilier och arbetade i en stil som höll sig till  europeisk tradition, men med detaljer som ansågs vara påtagligt finska. Han tog senare avstånd från frispråkiga nationalistiska ideal inom design och höll sig till konstteoretikern Carl Gustaf Estlanders liberala idéer. Han var också aktiv målare under hela sitt liv.

## Exempel på byggnader som ritats Ahrenberg
|                    |
| Hangö kyrka (1892) |

|                     |
| Kajani kyrka (1896) |

|                                          |
| Reservofficersskola i Fredriksham (1898) |

## Byggnader planerade av Ahrenberg

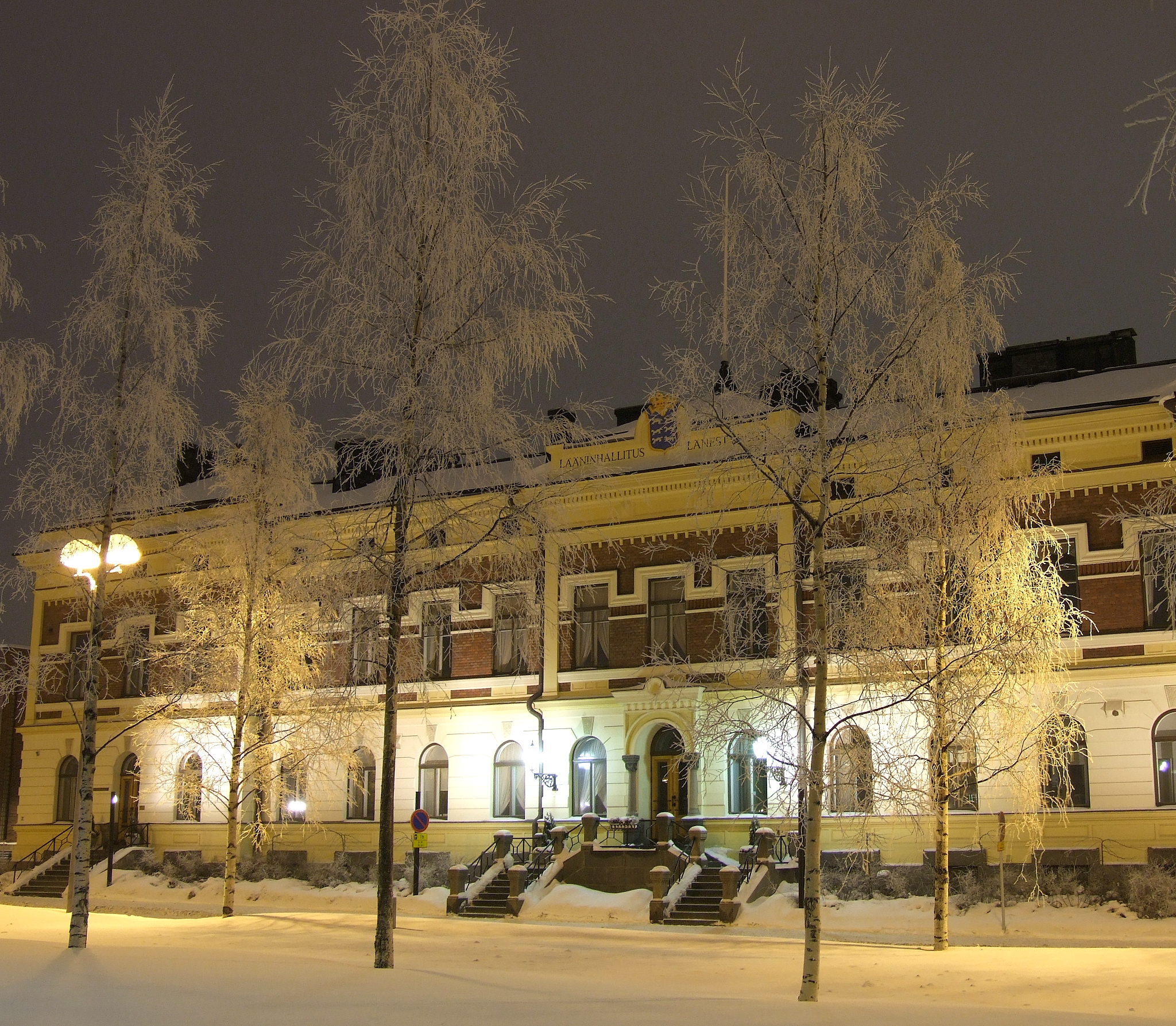
Länsstyrelsens huvudbyggnad i Uleåborg

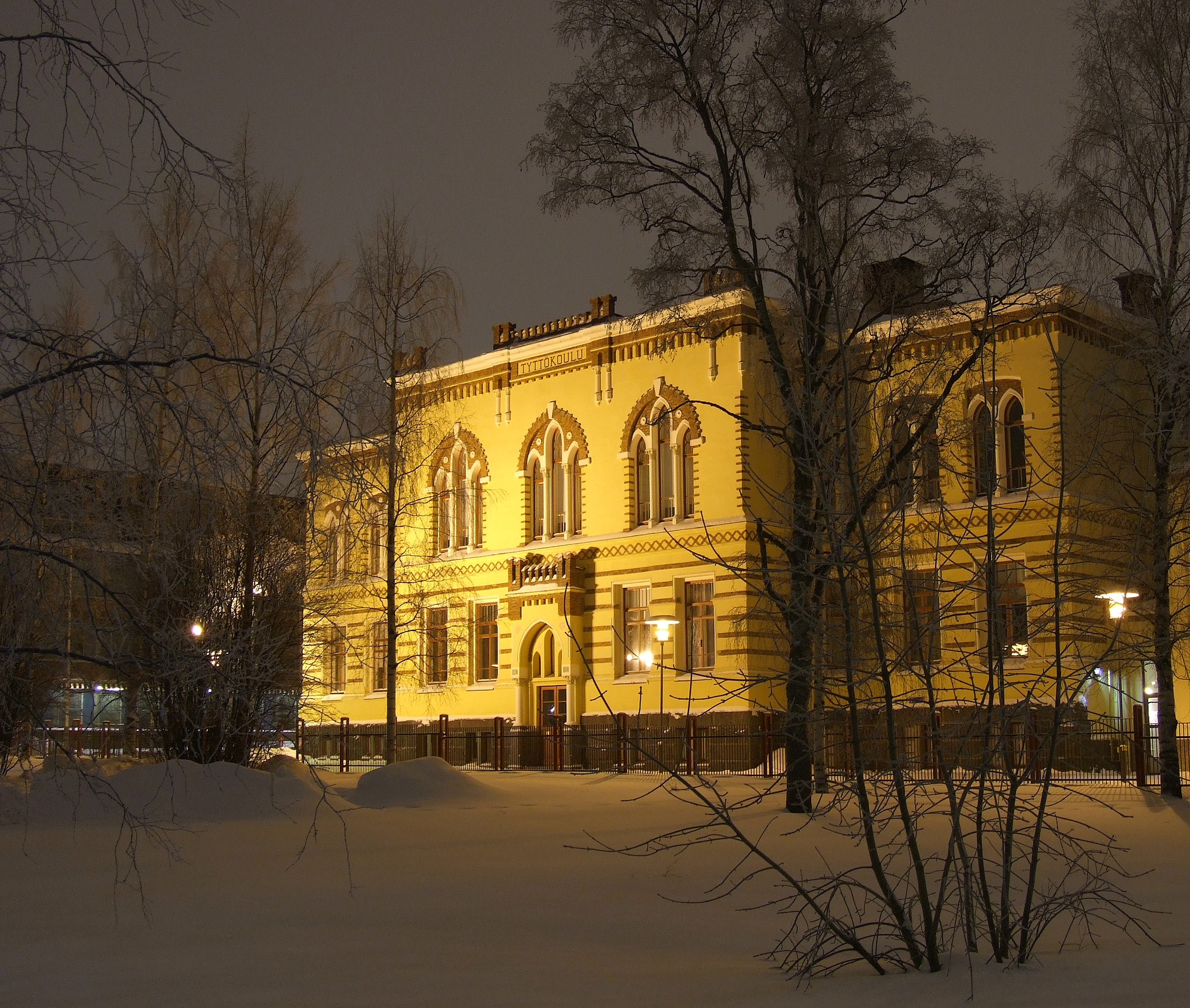
Flicklyceet i Uleåborg

- Alexandersteatern i Helsingfors, 1879
- Länsstyrelsens huvudbyggnad i Uleåborg, 1887
- Finska reallyceet i Tammerfors, 1890
- Hangö kyrka, 1892
- Kajana kyrka, 1892
- Nya kyrkan i Kristinestad, 1897
- Reservofficersskolans huvudbyggnad i Fredrikshamn, 1898
- Flicklyceet i Uleåborg, 1901
- Ålands lyceum i Mariehamn, 1903
- Normallyceum i Helsingfors, 1905
- Finska flickskolan i Viborg, 1906
- Helsingfors synagoga, 1906
- Flickskolan i Sordavala, 1911
- Posthuset i Viborg, 1914

### Varia
- Finsk ornamentik : suomalainen ornamentiiki ; ornamentation finlandaise. Fennia Illustrata. Helsingfors: Edlund. 1878. Libris 11295541
- Rysk arkitektur : en konsthistorisk studie. Konstflitföreningens i Finland publikationer; 1. Helsingfors: Konstflitföreningen. 1899
- Grefve C. A. Armfelts porträttgalleri på Åminne. Helsingfors. 1900
- Ur Åbo slotts byggnadshistoria : anteckningar och paralleller i anledning af frågan om Åbo slotts restauration. Helsingfors: Waseniuska bokhandeln. 1901
- Alb. Edelfelt : studie. Helsingfors: Söderström. 1902
- Människor som jag känt : personliga minnen, utdrag ur bref och anteckningar. Helsingfors. 1904-1914. Libris 1835309. https://runeberg.org/jagkant/ - 6 delar.

### Samlade upplagor och urval
- Från östra Finland: ett urval noveller och berättelser. Helsingfors: Söderström. 1919. Libris 476211 - Med en inledning av Bertel Apelberg.
- Samlade berättelser. Helsingfors: Söderström. 1921-1922. Libris 2333617
  -  1, Hemma. Helsingfors: Söderström. 1921. Libris 2410438
  -  2, Hihuliter: skildringar från östra Finland. Helsingfors: Söderström. 1921. Libris 1916538
  -  3, Österut: berättelser. Helsingfors: Söderström. 1922. Libris 2410440
  -  4, Anor och ungdom: två berättelser. Helsingfors: Söderström. 1922. Libris 2410441
  -  5, Stockjunkaren: en berättelse från Karelen. Helsingfors: Söderström. 1922. Libris 2410443. https://runeberg.org/ajsaml/5/
  -  6, Familjen på Haapakoski. Helsingfors: Söderström. 1922. Libris 2410444
  -  7, "Vår landsman". Helsingfors: Söderström. 1922. Libris 2410448. https://runeberg.org/ajsaml/7/
  -  8, Med styrkans rätt: äventyr och strider i österled. Helsingfors: Söderström. 1922. Libris 2410449. https://runeberg.org/ajsaml/8/
  -  9, Rojalister och patrioter: en sommarsaga från år 1788. Helsingfors: Söderström. 1922. Libris 2410450
  -  10, Kronofogdens pengar. Helsingfors: Söderström. 1922. Libris 2410451. https://runeberg.org/ajsaml/10/